# 甲南女子大学の人物一覧
甲南女子大学の人物一覧（こうなんじょしだいがくのじんぶついちらん）は、甲南女子大学に関係する人物の一覧記事。

## 創設者・創立関係者
- 安宅弥吉 - 1920年に甲南高等女学校を設立し、1926年～1946年甲南女子学園第2代理事長。甲南学園理事。安宅産業創立者。

## 著名な教職員
- 早川浪 - 職員、2008年北京オリンピックアーチェリー日本代表
- 原良枝 - 文学部講師、音声言語教育論
- 吉田有里 - 人間科学部准教授、公共経済学
- 米澤泉 - 人間科学部教授、ファッション文化論
- 米田明美 - 文学部教授、国文学

## 著名な出身者

### 政界
- 近藤三津枝 - 元衆議院議員
- 瀧澤智子 - 大阪府池田市長

### 研究者・学者
- 三木慰子 - 大阪青山大学教授・国文学者
- 米田明美 - 甲南女子大学教授・国文学者

### 文学
- 朝井まかて - 小説家
- 佐藤愛子 - 作家
- 紫野京子 - 詩人
- 渡辺美輪 - 川柳家
- 渡辺あや - 脚本家

### 芸能
- 岩崎千明 - タレント
- 植田せいら - ファッションモデル
- 大久保かれん - DJ、タレント
- 大谷咲子 - DJ
- 大西初愛 - タレント
- 葛西美香 - ナレーター・声優
- 桂三扇 - 落語家
- 新地梨絵 - タレント・グラビアアイドル
- 田中良子 - タレント・モデル
- 塚本加成子 - 女優
- 西本りみ - 声優・女優
- 野田幹子 - シンガーソングライター
- 春名亜美 - タレント
- 街田しおん - 女優
- 松本亜希 - ファッションモデル
- 村上実沙子 - タレント
- 山本愛子 - タレント・リポーター
- 西﨑彩智 - タレント

### アナウンサー・キャスター
- 老子知歩 - フリーアナウンサー
- 大村広奈 - NHKアナウンサー
- 杉村幸子 - 元テレビ大分アナウンサー
- 萩原真紀 - フリーアナウンサー
- 松井愛 - 毎日放送アナウンサー
- 松井佐祐里 - フリーアナウンサー、元文化放送アナウンサー
- 村上文香 - フリーアナウンサー、元アイドル
- 矢野みなみ - フリーアナウンサー、元岡山放送アナウンサー

この項目は、プロジェクト:大学のテンプレートを使用しています。